# ウィレム・ジュベル
ウィレム・ジュベル（Willem Geubbels，2001年8月16日 - ）は、フランス・ヴィルールバンヌ出身のサッカー選手。FCザンクト・ガレン所属。ポジションはフォワード。
名前は「ゲウベルス」「グベル」などとも表記される。

## 経歴
オリンピック・リヨンのアカデミー出身で、2017年9月23日、リーグ・アンのディジョンFCO戦に、リュカ・トゥサールとの交代で途中出場し、リーグ・アンデビューを果たした。初めてリーグ・アンでプレーした21世紀生まれの選手となり、16歳1ヶ月でのデビューはリーグ・アン史上で5番目に若い記録となった。12月7日、UEFAヨーロッパリーグのアタランタBC戦に、マクスウェル・コルネとの交代で途中出場し、ヨーロッパリーグ初出場を果たした。初めてヨーロッパリーグでプレーした21世紀生まれの選手になり、16歳113日でのデビューはヨーロッパリーグ史上最年少デビューとなった。
2018年6月19日、ASモナコに移籍した。移籍金は2000万ユーロ。
2021年8月31日、FCナントへレンタル移籍。
2023年1月23日、FCザンクト・ガレンに2年半契約で移籍した。

## 人物・エピソード
オランダ人の父親と中央アフリカ共和国出身の母親を持つ。叔父のアモス・ユーガとケリー・ユーガは、プロサッカー選手であり、中央アフリカ共和国代表である。

## 個人成績
2018年12月19日現在
| クラブ               | シーズン | リーグ戦       | リーグ戦 | リーグ戦 | 国内カップ | 国内カップ | リーグ杯 | リーグ杯 | 国際大会 | 国際大会 | その他 | その他 | 合計 | 合計 |
| クラブ               | シーズン | ディヴィジョン | 出場     | 得点     | 出場       | 得点       | 出場     | 得点     | 出場     | 得点     | 出場   | 得点   | 出場 | 得点 |
| -------------------- | -------- | -------------- | -------- | -------- | ---------- | ---------- | -------- | -------- | -------- | -------- | ------ | ------ | ---- | ---- |
| オリンピック・リヨン | 2017–18  | リーグ・アン   | 2        | 0        | 0          | 0          | 1        | 0        | 1        | 0        | —      | —      | 4    | 0    |
| ASモナコ             | 2018–19  | リーグ・アン   | 1        | 0        | 0          | 0          | 1        | 0        | 0        | 0        | 0      | 0      | 2    | 0    |
| 通算                 | 通算     | 通算           | 3        | 0        | 0          | 0          | 2        | 0        | 1        | 0        | 0      | 0      | 6    | 0    |